# 세계기독학생연맹
세계기독학생연맹(WSCF, World Student Christian Federation)은 전 세계 기독교의 일치 및 연합을 위해 각 국가별 청년 및 학생 모임인 기독학생회(SCM, Student Christian Movements)가 연맹하여 결성한 모임이다. 학생연맹에는 정교회, 개신교, 가톨릭 및 성공회 학생들의 모임들이 포함되어 있다.
세계기독학생연맹은 YMCA 및 YWCA와 함께 '파리 기준(Paris Basis)'이라 불리는 선언문을 공유하고 있으며, 세계기독학생연맹은 이 선언문에 "학교 공동체 구성원을 하나님을 믿는 신앙으로 부르고, 공교회의 삶과 사명 내에서 제자로서 훈련하고, 국가 안팎에서 평화 및 정의를 위해 노력"하는 목표를 포함하고 있으며, 일면 "이번 세대 내의 세계 복음화"를 주요 목표로 삼은 것으로 여겨지기도 하였다. 세계기독학생연맹은 역사적으로 신학 및 문화적 경계를 뛰어 넘어 훈련과 기회를 제공해 왔으며, 한 세기 동안 공교회, 교회연합운동, 정부 및 사회 운동에 지도자들을 공급하는 역할을 감당하였다.
세계기독학생연맹의 표어는 요한복음 17장 21절의 "그들 모두가 하나 되기를(that they may all be one, Ut Omnes Unum Sint)"로서 분열을 극복하고 일치와 협력 그리고 선교와 봉사를 위해 나설 것을 촉구하고 있다.

## 역사
WSCF는 1895년 스웨덴의 Vadstena Castle에서 개최된 북미 및 유럽 10개국 학생 지도자 모임에서 조직되었다. 당시 참석한 설립자들은 존 모트(미국), J. Rutter Williamson(영국), Martin Eckhoff (노르웨이), Luther D. Wishard(미국), Johannes Siemsen(독일) 및 Karl Fries(스웨덴) 등이다.

## 관련 기관
- 세계 교회 협의회
- YMCA
- YWCA
- 학생자원운동
- 한국기독학생회총연맹(KSCF)